# Parka (banda)
Parka es un trío alemán de indie rock. Se compone de Martin "Fly" Fliegenschmidt (guitarrista, cantante), Gianni Dedola (bajista) y Raphael Sbrzesny (baterista). La banda ha tocado con esta formación desde los fines de 2006.

## Historia
Los tres músicos de Colonia, Neuss y Stuttgart se conocieron en el verano de 2006 cuando estudiaban en la Universidad de Música y Teatro en Hamburgo y luego formaron Parka.
Ya en 2007, poco después de que formaron la banda, ganaron el German Rock and Pop Prize, la competición junior de Deutscher Rock y Pop Musikverband. En el siguiente período, grabaron su primer EP "Dein Leben beginnt" (Tu Vida Comienza) independientemente en Tinseltown Music en Colonia. Tocaron 150 conciertos en vivo antes de que hubiese salido su segundo EP, "Granaten aus Licht" (Granadas de Luz) en 2009. Entre otros, Parka tocó conciertos con Silbermond, Revolverheld y Die Happy.
En 2011 Parka tocó con Die Happy durante su tour por Alemania y en otoño salió su primera sencilla de su primer álbum, "Oben" (Arriba), como un EP con dos más canciones y el video de Oben. El video estrenó el 7 de octubre de 2011 en MyVideo. El 20 de enero de 2012 la segunda sencilla salió, "Eins" (Uno). El video consiguió más que 70.000 espectadores en una semana y posteriormente ProSieben lo incluyó en su sitio web.
"Raus" (Afuera), grabado independientemente, salió 24 de febrero de 2012, con la sencilla "Wieder Ich" (Yo Otra Vez) en el 1 de junio. Además, Parka lanzó el DVD en vivo "Belagrung der Stadt Rottweil" (Asedio de La Ciudad de Rottweil) el 28 de septiembre de 2012, que había grabado una sala histórica de cervecería en Rottweil.

## Música
El cantante y guitarrista, Martin Fliegenschmidt, compuso y escribió cada una de las canciones de la banda. Parka toca música sólo en el idioma alemán porque creen que se puede decir más entre líneas en su lengua materna. La banda dice que pertenece a "una generación que quiere hacer declaraciones políticas y sociales, pero sin la imagen clásica del enemigo". Sus letras suelen incluir críticas sociales.

## Discografía
- 2007: Dein Leben beginnt (EP, Auto-distribuida)
- 2009: Granaten aus Licht (EP, Tinseltown Records)
- 2011: Oben (Single/EP, Bullet Records)
- 2012: Raus (Álbum, Bullet Records)
- 2012: Wieder Ich (Single, Bullet Records)
- 2012: Belagerung der Stadt Rottweil (Live DVD)